# Akhil Akkineni
Akkineni Akhil (San Jose, 8 april 1994), is een Amerikaans acteur van Indiaas afkomst die met name in de Telugu filmindustrie actief is.

## Biografie
Akkineni verscheen voor het eerst in films als baby samen met zijn vader Nagarjuna in Sisindri (1995). In 2014 had hij een gastrol in Manam waarin zijn grootvader Akkineni Nageswara Rao, zijn vader Nagarjuna en halfbroer Naga Chaitanya speelden. Hij maakte zijn debuut als hoofdrolspeler met Akhil (2015). Zijn doorbraak maakte hij met Most Eligible Bachelor (2021).

## Filmography
| Jaar | Film                   | Rol            | Opmerking                    |
| ---- | ---------------------- | -------------- | ---------------------------- |
| 1995 | Sisindri               | baby           |                              |
| 2014 | Manam                  | Akhil          | gastoptreden                 |
| 2015 | Akhil                  | Akhil          |                              |
| 2016 | Aatadukundam Raa       |                | in nummer "Aatadukundam Raa" |
| 2017 | Hello                  | Avinash/ Seenu | ook zanger "Yevevo"          |
| 2019 | Mr. Majnu              | Vikram Krishna |                              |
| 2021 | Most Eligible Bachelor | Harsha         |                              |
| 2023 | Agent                  | Ramakrishna    |                              |